# Rickard Falkvinge
Rickard Falkvinge, nacido el 21 de enero de 1972 en Gotemburgo como Dick Greger Augustsson, también conocido como Rick Falkvinge o Rick Falconwing (una traducción directa de su nombre), es el líder, fundador y presidente del Partido Pirata de Suecia. Reside actualmente en Sollentuna, al norte de Estocolmo.
Rickard Falkvinge es un emprendedor de TI y ha trabajado previamente como líder de proyecto en Microsoft. Ha sido también un gestor de desarrollo en una empresa pequeña de programas.
Actualmente se dedica a difundir el Movimiento Pirata alrededor de todo el mundo, actuando como evangelista político.

## Premios y reconocimientos
La revista Foreign Policy nombró a Falkvinge parte del Top 100 Global Thinkers de 2011.
Falkvinge ha sido galardonado con el premio sueco Guldmusen como IT person of the year en el 2010, citando sus éxitos en acercar la red y sus consecuencias a la mesa política.
Ha sido nombrado como una de las 100 personas más influyentes de Suecia por la revista Fokus.